# آلاء الهندي
آلاء الهندي (31 مارس 1992 -)، ممثلة ومغنية كويتية.

## عنها
خريجة «المعهد العالي للفنون المسرحية» قسم تمثيل وإخراج، بدأت حياتها بالمسرح بمسرحية «عودة التجنيد»، كما إنها تملك موهبة الغناء، وفي 22 ديسمبر 2017 شاركت بحفل افتتاح كأس الخليج العربي 23 بجانب المطربين نبيل شعيل، عبد الكريم عبد القادر، محمد المسباح وغيرهم.

## أعمالها

### التمثيل

#### = أفلام
- 2014: فيلم كان رفيجي.

#### مسلسلات
- 2015: مسلسل بنات الروضة.
- 2016: مسلسل إلي ماله أول.
- 2018: مسلسل البطران.
- 2020: مسلسل أم هارون.

#### مسرحيات
- 2014: مسرحية نص الليل.
- 2014: مسرحية عودة التجنيد.
- 2015: مسرحية العرس.
- 2015: مسرحية مثلث برمودا.
- 2015: مسرحية 2021.
- 2016: مسرحية ساعة موريس.
- 2017: مسرحية الطبيب رغما عنه.
- 2017: مسرحية في انتظار.
- 2017: مسرحية صندوق ألعابي.
- 2017: مسرحية سعادة السفير.
- 2018: مسرحية الخفافيش.
- 2019: مسرحية الصبخة.

### = برامج
- 2016: البرنامج الكوميدي سنابات.

### أغاني
- أطباع سيئة، 2016
- محد يحبك، 2018
- لا يحلم، 2018
- دراما، 2021

## روابط خارجية
- آلاء الهندي على موقع قاعدة بيانات الأفلام العربية